# Бильгях
Бильгях (азерб. Bilgəh) — посёлок городского типа в административном подчинении Сабунчинского района города Баку, Азербайджан. Статус посёлка городского типа с 1937 года.

## География
Посёлок расположен на севере Апшеронского полуострова, на берегу Каспийского моря, в 18 км на северо-запад от посёлка Бакиханов — административного центра Сабунчинского района.

### Климат
Климат сухой субтропический, с тёплым сухим летом, и умеренной зимой. Средняя температура в августе составляет 25°С, а в январе 0—3°С; годовое количество осадков 200—300 мм. Основные ветра — северный (хазри) и южный (гилавар).

## Этимология
Существуют разные предположения о происхождении названия посёлка. Некоторые исследователи связывают название с персидским словом «пилягях» («пиля» — кокон, «гях» — слово, обозначающее место).

## Экономика

### Сельское хозяйство
Бильгях с давних времён известен своими виноградными, инжировыми и гранатовыми садами.
В советские годы в посёлке имелся шафрановый совхоз.

### Туризм
Бильгях знаменит пляжами с мелким песком. В советские годы, в летний сезон в посёлке действовали пионерские лагеря.
В 2011 году в посёлке был построен отель «Bilgah Beach Hotel».

### Транспорт
В посёлке имелась электрическая железнодорожная станция.
Посёлок расположен в 7 км от железнодорожной станции Маштага.

## Образование
Во второй половине 1970-х годов, в посёлке действовали восьмилетняя школа, школа рабочей молодёжи, школа-интернат, клуб, библиотека, детский сад и т.д.

## Здравоохранение
В 1976 году, в посёлке действовала детская кожно-венералогическая больница, туберкулёзный и кардиологический санатории, амбулатория.
По данным БСЭ в посёлке Бильгях действовал природный климатический курорт (лечебные средства — аэрогелиоталассотерапия и виноградолечение).

## Население
| 1959 | 1970 | 1976 | 1979 | 1989 | 2011 | 2013 |
| ---- | ---- | ---- | ---- | ---- | ---- | ---- |
| 2969 | 4757 | 5100 | 5777 | 8084 | 8200 | 8300 |

## Достопримечательности
В посёлке есть наскальные изображения датируемые III тысячелетием до н. э., средневековый мавзолей «Пир Хафтахор», баня XIII—XIV вв., крепость, мечеть XIV в., каравансарай XVII в., средневековое кладбище и многие другие памятники.

## Известные уроженцы
- Тофик Кулиев — азербайджанский композитор, кинокомпозитор, пианист, дирижёр. Народный артист Азербайджанской ССР.
- Абдулкерим Ализаде — азербайджанский востоковед, академик АН Азербайджанской ССР.
- Мир Махмуд Кязимовский — азербайджанский актёр театра и кино, театральный деятель, драматург, Заслуженный артист Азербайджанской ССР.
- Зейнал Джаббарзаде — азербайджанский поэт XX века, публицист.
- Алигейдар Ибрагимов — советский военнослужащий, участник Великой Отечественной войны, гвардии майор РККА.
- Гюль Бала Алиев — советский, азербайджанский революционер и нефтяник.
- Агаверди Пашаев — дирижёр, Народный артист Азербайджана, профессор, кавалер Орден «Слава».
- Сахиб Пашазаде — тарист, Заслуженный артист Азербайджана, доцент, лауреат Международных Конкурсов, лауреат Медаль Прогресс, директор Международного Мугам центра с мая 2023 года.
- Зейналов, Фаррух Мамеднаби оглы — азербайджанский государственный и политический деятель. Депутат Милли меджлиса Азербайджанской Республики. Депутат Верховного Совета Азербайджанской ССР двенадцатого созыва. Кандидат экономических наук. Министр материальных ресурсов Азербайджанской Республики.